# Claudio Reyna
Claudio Reyna (Livingston, Nueva Jersey, Estados Unidos, 20 de julio de 1973) es un ex-futbolista estadounidense,  actual director deportivo del Austin FC de la MLS.
Considerado por muchos como uno de los mejores futbolistas de todos los tiempos de los Estados Unidos, Reyna tuvo una larga y exitosa carrera en Europa, debutando como profesional en Alemania y luego jugando para el Rangers FC de Escocia, y el Sunderland AFC y el Manchester City de la Premier League de Inglaterra. Se retiró del fútbol profesional en 2008, tras jugar dos temporadas con el Red Bull New York de la MLS.
Reyna jugó más de 100 partidos con la selección de los Estados Unidos, incluyendo participaciones en las copas mundiales de 1994, 1998, 2002 y 2006, además de las olimpiadas de 1992 y 1996. En 2002 fue nombrado al equipo estelar de la Copa del Mundo, el único jugador estadounidense en haber logrado esta distinción desde que la lista se publicó por primera vez en 2002 y ayudando a su equipo a alcanzar los cuartos de final del torneo por primera vez.

## Inicios
El padre de Reyna, Miguel, se mudó a los Estados Unidos en 1968 desde Argentina, donde había jugado en las inferiores de Independiente, y luego como profesional en Los Andes. Claudio Reyna nació en Nueva Jersey, y desde temprana edad y gracias a la influencia de su padre, jugó al fútbol. Reyna fue a la Secundaria Saint Benedict, donde fue compañero de otro futbolista profesional estadounidense, Greg Berhalter. En los tres años Reyna jugó con el equipo de la escuela, Saint Benedict se mantuvo invicto, ganando 65 partidos en total. Fue nombrado en dos ocasiones como el mejor jugador del año a nivel nacional. Más adelante, en 1999, el periódico The Star-Ledger lo incluyó en la lista de los diez mejores jugadores de fútbol de secundaria del estado en los años 1990.

## Trayectoria

### Universidad de Virginia
Luego de sus exitosos años con la secundaria Saint Benedict, Reyna se unió a la Universidad de Virginia, donde jugó becado entre 1991 y 1993. Con Virginia ganaría el campeonato de la NCAA los tres años que estuvo en la universidad; mientras que a nivel personal recibió el Hermann Trophy en 1993 y el MAC Award en 1992 y 1993; además de ser nombrado como Futbolista Estadounidense del Año por parte de la revista Soccer America en 1992 y 1993. En el año 2000, la revista lo incluyó en el Equipo del Siglo y nombrándolo como el Jugador del Siglo.
El técnico de Reyna en sus años en Virginia fue Bruce Arena, quien volvería a ser su entrenador años después con la selección de los Estados Unidos y el Red Bull New York.

### Bayer Leverkusen
El 8 de agosto de 1994, luego de terminada la Copa del Mundo de ese año, Reyna fue fichado por el Bayer Leverkusen de la 1. Bundesliga alemana. Hizo su debut con el club el 12 de octubre de 1994 en el empate 1-1 con el Dinamo Dresde. En las dos temporadas siguientes Reyna terminaría jugando solo cinco partidos oficiales con el Leverkusen, y eventualmente fue enviado en calidad de préstamo al VfL Wolfsburgo en la temporada 1997-1998.

### VfL Wolfsburgo
Reyna llegó al VfL Wolfsburgo a principios de agosto de 1997, e inmediatamente se incorporó al primer equipo. Realizó su debut el 2 de agosto de ese año en la victoria 1-0 sobre FC Hansa Rostock por la temporada regular de la Bundesliga. Semanas después, Reyna anotaría su primer gol en Europa en la derrota 2-5 contra el Bayern de Múnich. Terminó la temporada jugando 33 partidos y llegando a usar el cintillo de capitán —el primer estadounidense en hacerlo para un club europeo—.

### Rangers
El 1 de abril de 1999, el Rangers Football Club de la SPL compró a Reyna por un total aproximado de US$4.5 millones. Pese a su rol habitual en la Bundesliga y la selección de Estados Unidos como mediocampista de creación, Reyna se vio jugando gran parte de su estadía en Escocia como lateral o volante defensivo. Rápidamente se estableció como un jugador clave en el Rangers, llegando a jugar un total de 92 partidos y anotando 13 goles en todas las competiciones durante sus dos años con el club. Uno de estos goles vino en el importante partido de la fase clasificatoria de la Liga de Campeones contra el Parma FC, el cual eventualmente le daría el pase al Rangers a la fase de grupos del torneo.

### Sunderland
Reyna fue comprado por el Sunderland AFC de la Premier League de Inglaterra para la temporada 2001-2002 por la suma de £2.85 millones. Con el Sunderland, Reyna jugaría solo 28 partidos en dos temporadas debido a una lesión de ligamento cruzado anterior que lo dejó fuera de gran parte de la temporada 2002-03. Al final de esa temporada fue transferido al Manchester City por la mitad del precio pagado al Rangers FC.

### Manchester City

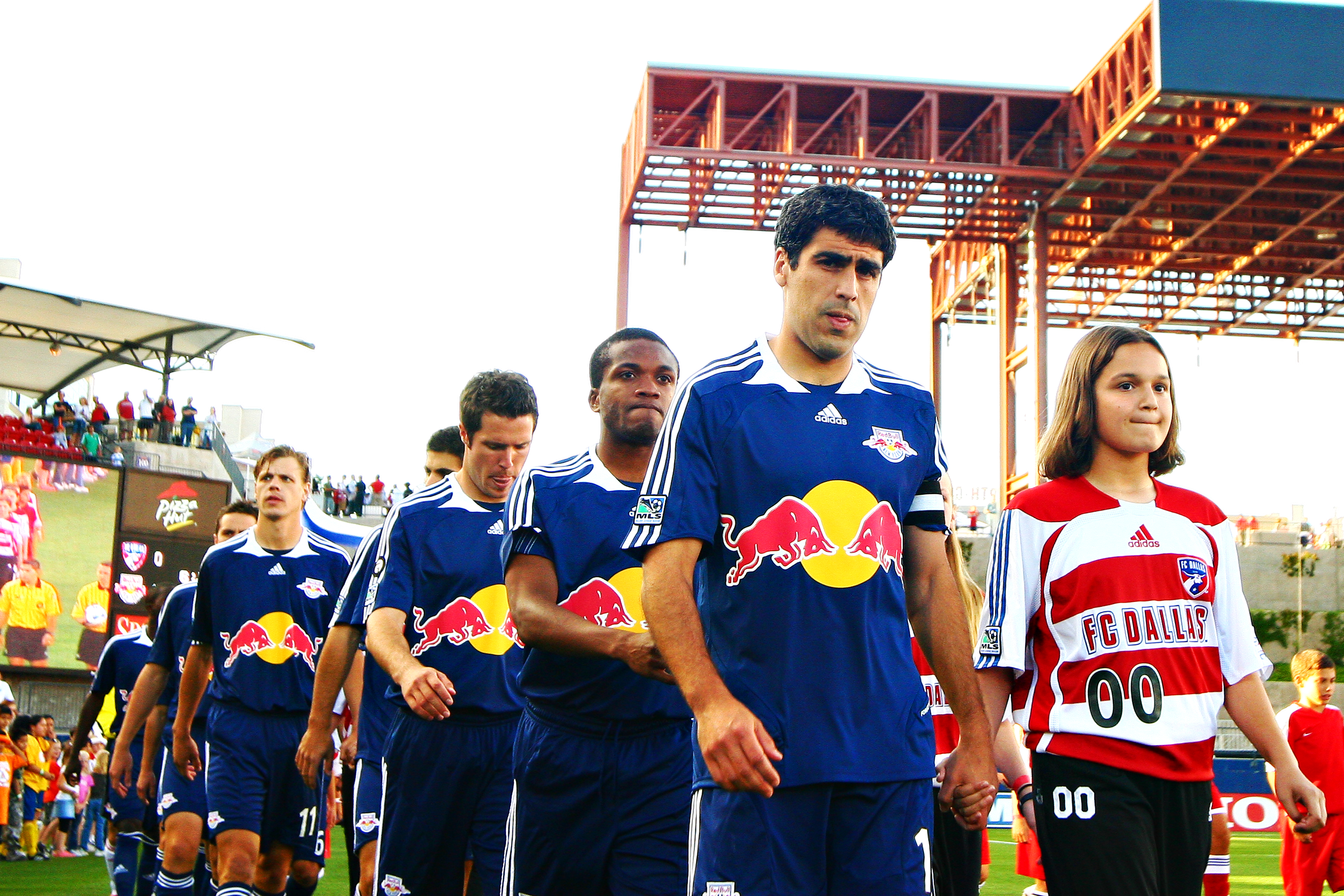
Reyna con el Red Bull New York en 2008.

Reyna se unió al Manchester City de la Premier League inglesa al finalizar la temporada 2003. En su primera temporada con el club ciudadano, Reyna jugó treinta partidos antes de que esta racha se vea cortada por una seguidilla de lesiones, las cuales plagaron los cuatro años de su carrera en Mánchester. No obstante, Reyna terminó jugando 87 partidos y anotando 3 goles con el City, y convirtiéndose en uno de los jugadores favoritos de la hinchada.
El 11 de enero de 2007, el técnico del Manchester City, Stuart Pearce, anunció que el club había acordado terminar el contrato con Reyna debido a que éste tenía intenciones de jugar en la MLS por razones familiares. Así fue que el contrato de Reyna fue terminado el 23 de enero.

### Red Bull New York
El 24 de enero de 2007, Reyna firmó contrat con el Red Bull New York, donde se reencontró con su exentrenador de la Universidad de Virginia y la selección nacional, Bruce Arena. Desafortunamente, al igual que muchos de sus años en Inglaterra, su tiempo en Nueva York estuvo plagado de lesiones. Solo llegó a jugar veintisiete partidos en su primera temporada y solo seis en 2008 ya que se encontraba rehabilitándose de una hernia de disco. Reyna anunció su retiro en una conferencia de prensa el 16 de julio de 2008.

## Con la Selección de los Estados Unidos

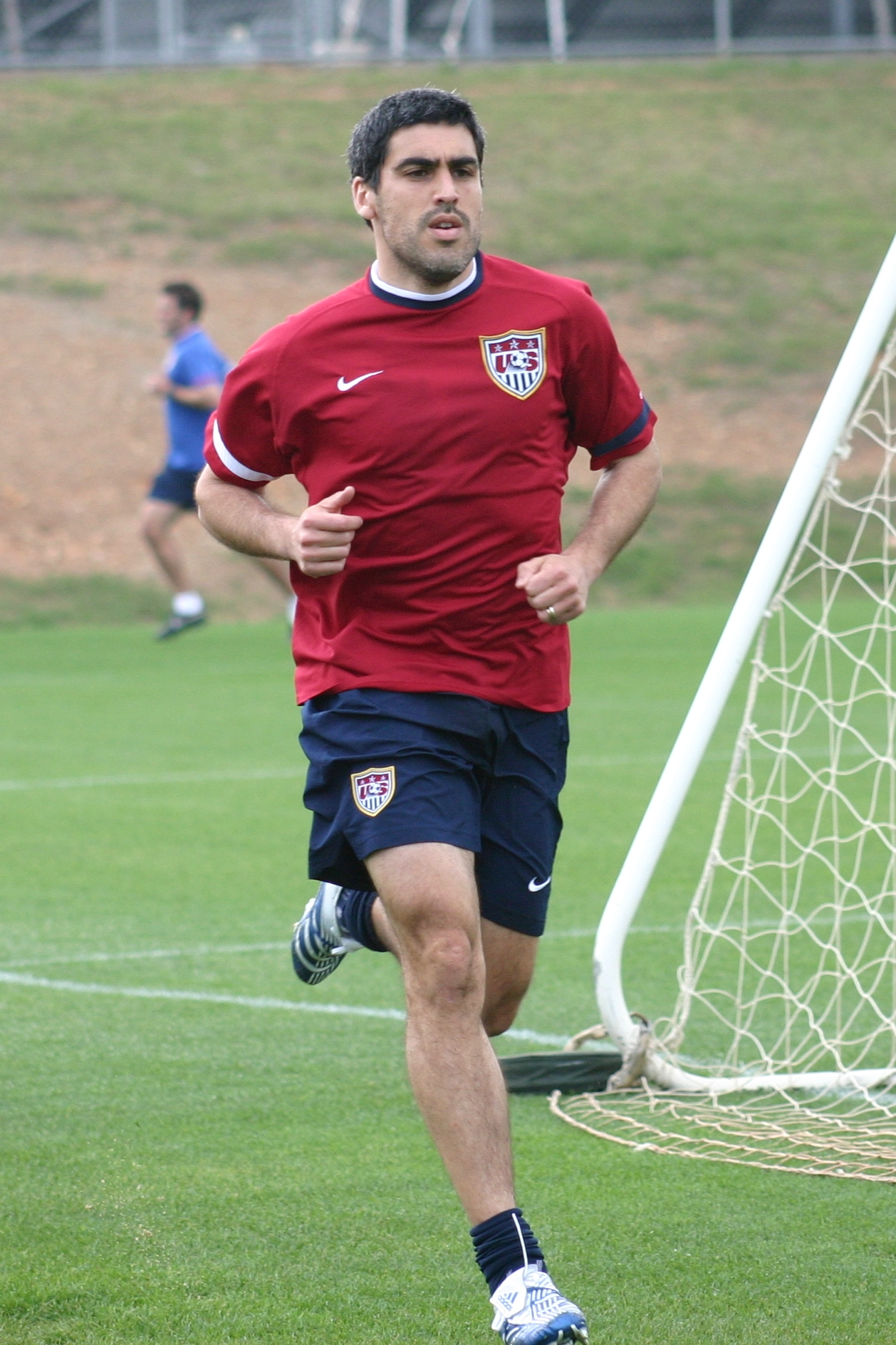
Reyna entrenando con la selección de los Estados Unidos antes del mundial 2006.

Reyna fue un importante jugador de la selección de Estados Unidos, con una carrera internacional que se extendió por 12 años, comenzando con su debut en un partido amistoso contra Noruega el 15 de enero de 1994. Ese mismo año formó parte del equipo de los Estados Unidos que participó de la Copa Mundial de Fútbol, aunque no llegó a jugar ningún partido debido a una lesión. Reyna sí jugó en los mundiales 1998, 2002 y 2006.
En 1992 y 1996 Reyna formó parte de los equipos olímpicos de los Estados Unidos, en las Olimpiadas en Barcelona y Atlanta, respectivamente.
En el mundial 2002, pese a no jugar el primer partido en la sorpresiva victoria contra Portugal por 3-2, sí fue titular en los cuatro partidos siguientes, incluyendo la victoria 2-0 sobre sus rivales de la CONCACAF, México, en los octavos de final. Al final del torneo fue incluido en el equipo estelar de la copa, convirtiéndolo en el primer americano de la época moderna en ser seleccionado.
En 2003, Reyna fue miembro del equipo estadounidense que compitió en la Copa de Oro de la CONCACAF, terminando el torneo en tercer lugar.
En el 2006, Reyna fue capitán de la selección estadounidense en la Copa del Mundo en Alemania. En el primer partido con la República Checa, Reyna tuvo la mejor oportunidad de anotar del partido para los Estados Unidos, cuando su disparo de más de 30 metros se estrelló en el palo. En el último partido de la fase de grupos contra Ghana, Reyna perdió el balón luego de sufrir una lesión de ligamento lateral interno, entregando el balón a Haminu Dramani, quien terminaría anotando el primer gol del partido.
El 23 de junio de 2006, el día después de que Estados Unidos fuese eliminado de la Copa del Mundo, Reyna anunció su retiro de la selección nacional. Terminó su carrera internacional con 111 partidos jugados y ocho goles.
El 29 de febrero de 2012, Reyna, junto al exguardameta y su compañero de la selección estadounidense, Tony Meola, fueron inducidos al Salón de la Fama del Fútbol estadounidense.

### Participaciones en Copas del Mundo
| Mundial                        | Sede                 | Resultado        |
| ------------------------------ | -------------------- | ---------------- |
| Copa Mundial de Fútbol de 1994 | Estados Unidos       | Octavos de final |
| Copa Mundial de Fútbol de 1998 | Francia              | Fase de grupos   |
| Copa Mundial de Fútbol de 2002 | Corea del Sur/ Japón | Cuartos de final |
| Copa Mundial de Fútbol de 2006 | Alemania             | Fase de grupos   |

### Goles internacionales
| # | Fecha                  | Lugar                        | Oponente      | Gol(es) | Resultado | Competición                        |
| - | ---------------------- | ---------------------------- | ------------- | ------- | --------- | ---------------------------------- |
| 1 | 5 de marzo de 1994     | Monterey Park, California    | Corea del Sur | 1–0     | 1–0       | Amistoso                           |
| 2 | 20 de abril de 1994    | Davidson, Carolina del Norte | Moldavia      | 3–0     | 3–0       | Amistoso                           |
| 3 | 7 de mayo de 1994      | Fullerton, California        | Estonia       | 2–0     | 4–0       | Amistoso                           |
| 4 | 9 de junio de 1996     | Foxboro, Massachusetts       | Irlanda       | 2–1     | 2–1       | 1996 U.S. Cup                      |
| 5 | 9 de noviembre de 1997 | Burnaby, Canadá              | Canadá        | 1–0     | 3–0       | Clasificación para el Mundial 1998 |
| 6 | 22 de abril de 1998    | Viena, Austria               | Austria       | 3–0     | 3–0       | Amistoso                           |
| 7 | 6 de febrero de 1999   | Jacksonville, Florida        | Alemania      | 3–0     | 3–0       | Amistoso                           |
| 8 | 3 de junio de 2000     | Washington D. C.             | Sudáfrica     | 3–0     | 4–0       | 2000 U.S. Cup                      |

## Historial de Clubes
| Período   | Club                    |
| --------- | ----------------------- |
| 1991-1994 | Universidad de Virginia |

| Período   | Club                                 | Partidos (goles) |
| --------- | ------------------------------------ | ---------------- |
| 1995-1997 | Bayer Leverkusen                     | 28 (0)           |
| 1997-1999 | VfL Wolfsburgo                       | 48 (6)           |
| 1999-2001 | Rangers Football Club                | 34 (10)          |
| 2001-2003 | Sunderland Association Football Club | 28 (3)           |
| 2003-2007 | Manchester City Football Club        | 64 (4)           |
| 2007-2008 | New York Red Bulls                   | ¿?               |

## Vida privada
Reyna está casado con la exjugadora de la selección femenina de fútbol de los Estados Unidos, Danielle Egan, a quien conoció en 1997 en Hong Kong. Tuvieron dos hijos juntos, Jack y Giovanni, el segundo llamado así por Giovanni van Bronckhorst, quien se hiciera buen amigo de Reyna mientras estos jugaban en el Rangers. Reyna y su familia viven en Bedford, Nueva York.
En 2008 Reyna fundó la Claudio Reyna Foundation, una fundación dedicada a la promoción del fútbol y la educación de jóvenes de escasos recursos en el área metropolitana de Nueva York.
El 7 de abril de 2010, la Federación de Fútbol de los Estados Unidos anunció que Reyna sería el nuevo Director Técnico de los Programas Juveniles de los Estados Unidos. Con el cambio, Reyna ha indicado que es necesario realizar varios cambios en la estructura de las ligas juveniles y programas de desarrollo dentro de los Estados Unidos para poder producir jugadores de calidad.
El 20 de julio de 2012, el hijo mayor de Reyna, Jack Reyna, murió a los trece años tras una larga lucha contra un tumor cerebral.

## Palmarés

### Rangers FC
- Liga Premier Escocesa: 1999-2000
- Copa Escocesa: 2000

### Individual
- Equipo todo estrellas de la Copa Mundial de Fútbol FIFA: 2002